# Marc Potvin
Marc R. Potvin, född 29 januari 1967, död 13 januari 2006, var en kanadensisk ishockeytränare och professionell ishockeyforward. Han tillbringade sex säsonger i den nordamerikanska ishockeyligan National Hockey League (NHL), där han spelade för Detroit Red Wings, Los Angeles Kings, Hartford Whalers och Boston Bruins. Potvin lyckades producera åtta poäng (tre mål och five assists) samt 456 utvisningsminuter på 121 grundspelsmatcher. Han spelade även för Adirondack Red Wings, Providence Bruins och Portland Pirates i American Hockey League (AHL); Chicago Wolves i International Hockey League (IHL) och Bowling Green Falcons i National Collegiate Athletic Association (NCAA).
Potvin draftades av Detroit Red Wings i nionde rundan i 1986 års draft som 169:e spelare totalt.
Efter den aktiva spelarkarriären var han assisterande tränare för Adirondack Red Wings; chef för ishockeyverksamheten och tränare för Mississippi Sea Wolves, tränare för Springfield Falcons och sen tränade lag i United Hockey League fram tills hans död. Den 13 januari 2006 var hans Adirondack Frostbites i Kalamazoo i Michigan och skulle möta Kalamazoo Wings, några timmar innan planerad matchstart begick Potvin självmord när han hängde sig i badrummet på hans hotellrum.
Han var kusin till Denis Potvin och Jean Potvin, som själva spelade i NHL och där Denis vann fyra Stanley Cup medan Jean vann två med New York Islanders dynastilag.

## Statistik
| 1984–1985   | Elmira Sugar Kings    | MWJHL       | 37  | 21 | 22 | 43  | 108  | —  | — | — | —  | —   |
| 1985–1986   | Stratford Cullitons   | MWJHL       | 39  | 22 | 43 | 65  | 180  | —  | — | — | —  | —   |
| 1986–1987   | Bowling Green Falcons | NCAA        | 43  | 5  | 15 | 20  | 74   | —  | — | — | —  | —   |
| 1987–1988   | Bowling Green Falcons | NCAA        | 45  | 15 | 21 | 36  | 80   | —  | — | — | —  | —   |
| 1988–1989   | Bowling Green Falcons | NCAA        | 46  | 23 | 12 | 35  | 63   | —  | — | — | —  | —   |
| 1989–1990   | Bowling Green Falcons | NCAA        | 40  | 19 | 17 | 36  | 72   | —  | — | — | —  | —   |
|             | Adirondack Red Wings  | AHL         | 5   | 2  | 1  | 3   | 9    | 4  | 0 | 1 | 1  | 23  |
| 1990–1991   | Detroit Red Wings     | NHL         | 9   | 0  | 0  | 0   | 55   | 6  | 0 | 0 | 0  | 32  |
|             | Adirondack Red Wings  | AHL         | 63  | 9  | 13 | 22  | 365  | —  | — | — | —  | —   |
| 1991–1992   | Detroit Red Wings     | NHL         | 5   | 1  | 0  | 1   | 52   | 1  | 0 | 0 | 0  | 0   |
|             | Adirondack Red Wings  | AHL         | 51  | 13 | 16 | 29  | 314  | 19 | 5 | 4 | 9  | 57  |
| 1992–1993   | Los Angeles Kings     | NHL         | 20  | 0  | 1  | 1   | 61   | 1  | 0 | 0 | 0  | 0   |
|             | Adirondack Red Wings  | AHL         | 37  | 8  | 12 | 20  | 109  | —  | — | — | —  | —   |
| 1993–1994   | Los Angeles Kings     | NHL         | 3   | 0  | 0  | 0   | 26   | —  | — | — | —  | —   |
|             | Hartford Whalers      | NHL         | 51  | 2  | 3  | 5   | 246  | —  | — | — | —  | —   |
| 1994–1995   | Boston Bruins         | NHL         | 6   | 0  | 1  | 1   | 4    | —  | — | — | —  | —   |
|             | Providence Bruins     | AHL         | 21  | 4  | 14 | 18  | 84   | 12 | 2 | 4 | 6  | 25  |
| 1995–1996   | Boston Bruins         | NHL         | 27  | 0  | 0  | 0   | 12   | 5  | 0 | 1 | 1  | 18  |
|             | Providence Bruins     | AHL         | 48  | 9  | 9  | 18  | 118  | —  | — | — | —  | —   |
| 1996–1997   | Portland Pirates      | AHL         | 71  | 17 | 15 | 32  | 222  | 5  | 0 | 0 | 0  | 12  |
| 1997–1998   | Chicago Wolves        | IHL         | 81  | 4  | 8  | 12  | 170  | 10 | 0 | 0 | 0  | 22  |
| NHL totalt  | NHL totalt            | NHL totalt  | 121 | 3  | 5  | 8   | 456  | 13 | 0 | 1 | 1  | 50  |
| AHL totalt  | AHL totalt            | AHL totalt  | 296 | 62 | 80 | 142 | 1221 | 40 | 7 | 9 | 16 | 117 |
| NCAA totalt | NCAA totalt           | NCAA totalt | 174 | 62 | 65 | 127 | 289  | —  | — | — | —  | —   |